# Дегбане-Есламабад
Дегбане-Есламабад (перс. دهبنه اسلام اباد) — село в Ірані, у дегестані Есламабад, у бахші Санґар, шагрестані Решт остану Ґілян. За даними перепису 2006 року, його населення становило 3625 осіб, що проживали у складі 998 сімей.

## Клімат
Середня річна температура становить 14,34 °C, середня максимальна – 28,03 °C, а середня мінімальна – -0,55 °C. Середня річна кількість опадів – 1161 мм.
| Клімат поселення                              | Клімат поселення | Клімат поселення | Клімат поселення | Клімат поселення | Клімат поселення | Клімат поселення | Клімат поселення | Клімат поселення | Клімат поселення | Клімат поселення | Клімат поселення | Клімат поселення | Клімат поселення |
| Показник                                      | Січ.             | Лют.             | Бер.             | Квіт.            | Трав.            | Черв.            | Лип.             | Серп.            | Вер.             | Жовт.            | Лист.            | Груд.            |                  |
| Середній максимум, °C                         | 8,91             | 9,53             | 12,01            | 17,84            | 22,00            | 25,66            | 28,03            | 27,91            | 24,61            | 21,16            | 16,68            | 12,13            |                  |
| Середня температура, °C                       | 4,18             | 4,81             | 7,29             | 13,10            | 17,27            | 20,94            | 23,68            | 23,57            | 20,28            | 16,84            | 12,33            | 7,80             |                  |
| Середній мінімум, °C                          | −0,55            | 0,07             | 2,55             | 8,36             | 12,55            | 16,21            | 19,36            | 19,24            | 15,95            | 12,51            | 8,00             | 3,47             |                  |
| Норма опадів, мм                              | 121              | 99               | 89               | 50               | 47               | 31               | 31               | 59               | 122              | 189              | 169              | 154              |                  |
| Середньомісячна швидкість вітру, м/с          | 2.30             | 2.40             | 2.40             | 2.39             | 2.30             | 2.47             | 2.60             | 2.30             | 2.10             | 2.10             | 2.00             | 2.06             |                  |
| Середньомісячна сонячна радіація, кДж/м²·день | 6947             | 9042             | 11029            | 15669            | 19888            | 21848            | 22496            | 19117            | 15745            | 10889            | 8706             | 6649             |                  |
| --------------------------------------------- | ---------------- | ---------------- | ---------------- | ---------------- | ---------------- | ---------------- | ---------------- | ---------------- | ---------------- | ---------------- | ---------------- | ---------------- | ---------------- |
| Джерело:                                      |                  |                  |                  |                  |                  |                  |                  |                  |                  |                  |                  |                  |                  |